# Conus granulatus
Espèce
Statut de conservation UICN

 LC  : Préoccupation mineure
Conus granulatus est une espèce de mollusque gastéropode marin de la famille des Conidae.

## Répartition
ouest de l'Atlantique.

## Description
- Taille : 5 à 8 cm